# Guardacostas Bolivariana
La Guardacostas Bolivariana (in lingua italiana: Guardia costiera bolivariana), è l'organismo cui compete la salvaguardia della vita umana ed il coordinamento di ricerca e salvataggio (SAR) in mare nonché la gestione amministrativa, la sicurezza della navigazione, la difesa delle acque territoriali e della zona economica esclusiva del Venezuela.
È parte integrante della Marina militare venezuelana di cui è uno dei comandi che la costituiscono. Il suo quartier generale è nel porto di La Guaira, nello stato di Vargas.

## Stazioni di Guardia costiera[2]
Stazioni principali della Guardia costiera:
- Puerto Cabello
- Zona Atlántica Guiria
- Carúpano
- Pampatar
- Guanta (Pto La Cruz)
- La Guaira
- Maracaibo
- Punto Fijo

Stazioni secondarie:
- Los Monjes
- Aves de Sotavento
- Los Roques
- Los Testigos
- La Blanquilla
- Lago de Valencia
- Chichiriviche
- Cumaná
- Juan Griego
- La Tortuga